# Wiwi-Anne Johansson
Wiwi-Anne Elisabeth Johansson, född 7 november 1950 i Trollhättan, är en svensk journalist och politiker (vänsterpartist). Hon var ordinarie riksdagsledamot 2006–2017, invald för Västra Götalands läns västra valkrets.

## Biografi
Johansson har arbetat som journalist på SVT Västnytt.
Hon var ordinarie riksdagsledamot för Vänsterpartiet 2006–2017. I riksdagen var hon ledamot i miljö- och jordbruksutskottet 2006–2010, socialförsäkringsutskottet 2010–2017 och riksdagens valberedning 2010–2017. Hon var även suppleant i konstitutionsutskottet, kulturutskottet, miljö- och jordbruksutskottet, socialförsäkringsutskottet och utbildningsutskottet samt kvittningsperson för Vänsterpartiet 2010–2017.